# ボナンザ・チルドレン
ボナンザ・チルドレンは、ボナンザ・ライブラリを使用した将棋プログラムの総称。
名称の由来は、第16回世界コンピュータ将棋選手権優勝プログラム「Bonanza」から。

## 概要

### ボナンザ・メソッド普及前
当初は、ボナンザ・メソッドを使用したプログラムの総称だった。第18回世界コンピュータ将棋選手権において、初参加ながら2次予選に進出した「習甦」や「dos」がボナンザ・チルドレンと呼ばれていた。
その後、選手権に出場するプログラムのほとんどがボナンザ・メソッドを使用するようになると、それらのプログラムに対して、「ボナンザ・チルドレン」とは呼ばれなくなった。

### ソースコード公開後
2009年1月、「Bonanza」の開発者・保木邦仁が思考ルーチンのソースプログラムを公開し、他の開発者の利用を認めた。同年の選手権において、ボナンザ・ライブラリを2つ搭載したコンピュータを3台、計6つ搭載したプログラム「文殊」が3位となった。この活躍以降、ボナンザ・ライブラリを使用したプログラムが選手権に次々と参加する様になった。
翌年の選手権において、ボナンザ・ライブラリを使用した「ボンクラーズ」と「芝浦将棋」が決勝に進出し、それらはボナンザ・チルドレンと呼ばれた。
ソースコードの公開以降、選手権では第27回(2017年)まで連続してボナンザ・チルドレンが決勝(Top8)に進出している。

## 主なプログラム
- 文殊
- ボンクラーズ
- 芝浦将棋
- Ponanza
- NineDayFever
- STAP-LAB